# 林朗彦
林 朗彦（りん ろうげん、中国語: 林朗彥、英語: Ivan Lam、アイヴァン・ラム、アイバン・ラム、1994年7月18日 - ）は、広東省新会区に祖籍を持つ香港の民主化活動家である。学民思潮の共同創立者の一人であり、香港衆志の元主席でプロパガンダのデザインを担当し、「埋単計数、撤回課程、占領政総」に参加した3人の構成員の1人である。香港衆志秘書長の黄之鋒とは、匯基書院 (東九龍)の同級生だった。恋人は元社会運動家の黄莉莉。

## 経歴
2011年5月29日、林朗彦、黄之鋒、鍾暁晴らは「学民思潮」を設立した。林は後に招集者を辞任し、発言を減らし、広報やイベントのコンセプト作りなどを担当するようになり、黄を招集者として残した。林朗彦は、黄莉莉、凱撒とともに、国民教育に反対して政府総部を占拠し、徳育及国民教育科の撤回を要求する30時間以上にわたるハンガーストライキに参加した。
2014年6月に行われた反新界東北域資金調達デモでは、林朗彦を含む13人のデモ参加者が竹の棒や傘を使って立法会総合大楼の扉をこじ開け、閉門を妨害したとして逮捕された。2016年2月19日、彼は違法な集会に参加した罪で有罪となり、120時間の社会奉仕命令を言い渡された。その後、律政司は判決が軽すぎることに不満を持ち、高等法院に刑期を見直す上訴を申請した。8月15日、高等法院は律政司による刑期の見直しを支持する判決を下し、林朗彦に懲役13ヶ月の判決を言い渡した。
林ら全員が終審法院に上訴し、2017年11月24日、反新界東北資金調達デモに関連して、林の保釈申請が認められた。
2016年5月6日、林朗彦は服役中に失踪し、社会奉仕命令を怠ったため、身柄を再拘留された。
2018年3月19日、2016年11月に「反釈法デモ行進」に参加した後、中連弁の外で警察と衝突した社民連の呉文遠主席ら9人が、人々を扇動して公序良俗を乱し、違法な集会を行った罪など7つの罪に問われ、検察は不法集会への参加を扇動したなど3つの追加容疑を申請することに成功し、林朗彦は不法集会へ参加した罪を認めた。
2019年3月13日、林朗彦、黄之鋒らは、マスメディアを通して香港保安局の反新界東北域資金調達デモ局長に「逃犯条例」および「刑事事宜相互法律協助条例」に関して請願し、警察と衝突した後、記者会見を行った。
2019年8月30日、林朗彦は6月21日に警察本部を包囲した疑いで「無許可集会に参加するよう他人を故意に扇動した」罪に問われた。しかし、林朗彦はすでに香港の空港から出国しており、林は保釈されておらず、香港から出国することを妨げる制限もなかったため、判事は、ラムは保釈に違反していないし、罪状を知っていたわけでもないので、検察は被告人を尊重すべきだと述べた。9月3日、香港に帰国した林朗彦は空港で税関に連行され、「無許可集会への参加の扇動」と「無許可集会への参加」の容疑で警察に逮捕された。
2019年10月31日、林朗彦は「621」警総包囲事件に関連して、長沙湾警察署に出頭した。この間、林朗彦は、3月15日に政府総部正庁舎東館に侵入して座り込み抗議行動を行い、警備員1名を突き飛ばしたとする「普通襲撃罪」で警察に逮捕され、保釈され警察署を出た。
2020年7月15日、裁判官は2019年3月15日の林朗彦の行動に対する「普通襲撃罪」の公判を開き、警備員の証言を聞き、現場の監視カメラの映像を見た後、警備員の証拠は信憑性がなく、監視カメラの映像と一致せず、映像には被告による暴行は映っていないと判断し、疑わしきは被告人の利益にとして、被告を普通襲撃罪で無罪とした。
2020年11月23日、林朗彦は、6月21日の警総包囲事件に関連して、「無許可の集会に故意に参加するよう他者を扇動した」という罪で、西九龍裁判法院で1件の有罪を認めた。裁判官は林朗彦、黄之鋒、周庭ら3人を収監し、12月2日まで判決を延期した。
12月2日に西九龍裁判法院で、王詩麗裁判官は、林ら3人は「事前に計画して積極的に参加し」、「大規模な方法で集合した」とし、道路状況に危険を及ぼしたために、林朗彦に懲役7ヶ月の実刑と、上告による保釈の拒否の判決を言い渡した。

## 職歴
- 香港衆志主席（2018-2020）
- 香港衆志常務委員（2016-2018）
- 学民思潮宣伝デザイン
- 校園意志招集者
- 香港中学生連合委員会主席団成員
- 破折號のウェブサイトでのデザイン、ライティング等の業務を担当。